# Kawasaki P-1
Dimensions
Le Kawasaki P-1 est un avion de patrouille maritime quadriréacteur de fabrication japonaise. Il a été développé pour remplacer les Lockheed P-3 Orion en service dans les forces japonaises, il est opérationnel depuis 2013.

## Conception
La grande majorité des avions de patrouilles maritimes a été conçue en modifiant un appareil existant, qui peut être un avion de ligne, un avion de transport militaire ou un bombardier. Le P-1 fait partie, avec le Breguet Atlantic, des rares avions conçus spécifiquement pour ce rôle. Néanmoins, pour réduire les coûts et simplifier la maintenance, il partage des éléments avec l'avion-cargo Kawasaki C-2. Les éléments communs sont aussi bien structurels (la partie externe des ailes, le stabilisateur horizontal) qu'électroniques (équipement du cockpit) et électrotechniques (unité auxiliaire de puissance).
Le P-1 possède un radar à balayage électrique produit par Toshiba. Les moyens de détection comprennent aussi un détecteur d'anomalies magnétiques logé dans la queue, des bouées sonar et des bouées acoustiques larguables. Pour ce qui est de l'armement, l'avion possède une vaste soute, qui lui permet de larguer des bombes, des charges de profondeur et des torpilles. Il y a aussi huit points d'accroche sous les ailes, principalement pour les missiles air-mer Harpoon.
L'avion est propulsé par quatre réacteurs à double flux à haut taux de dilution, IHI Corporation F7, créés spécialement pour lui.

## En service
Il était prévu 70 exemplaires de série au sein de la Force maritime d'autodéfense japonaise, mais le 1er avril 2023, il est annoncé que la flotte sera de 61 unités soutenue par des drones  MQ-9B SeaGuardian.
Le P-1 est principalement utilisé par le troisième escadron de patrouille aérienne, basé à Atsugi.

## Export
Le Japon ayant aboli les lois qui empêchaient l'exportation de matériel militaire, Kawasaki promeut activement son P-1 à l'export. Il est notamment proposé à la Thaïlande et au Vietnam. Il serai aussi envisagé par l'Italie en remplacement de ses ATR 72MP.